# Chó cỏ

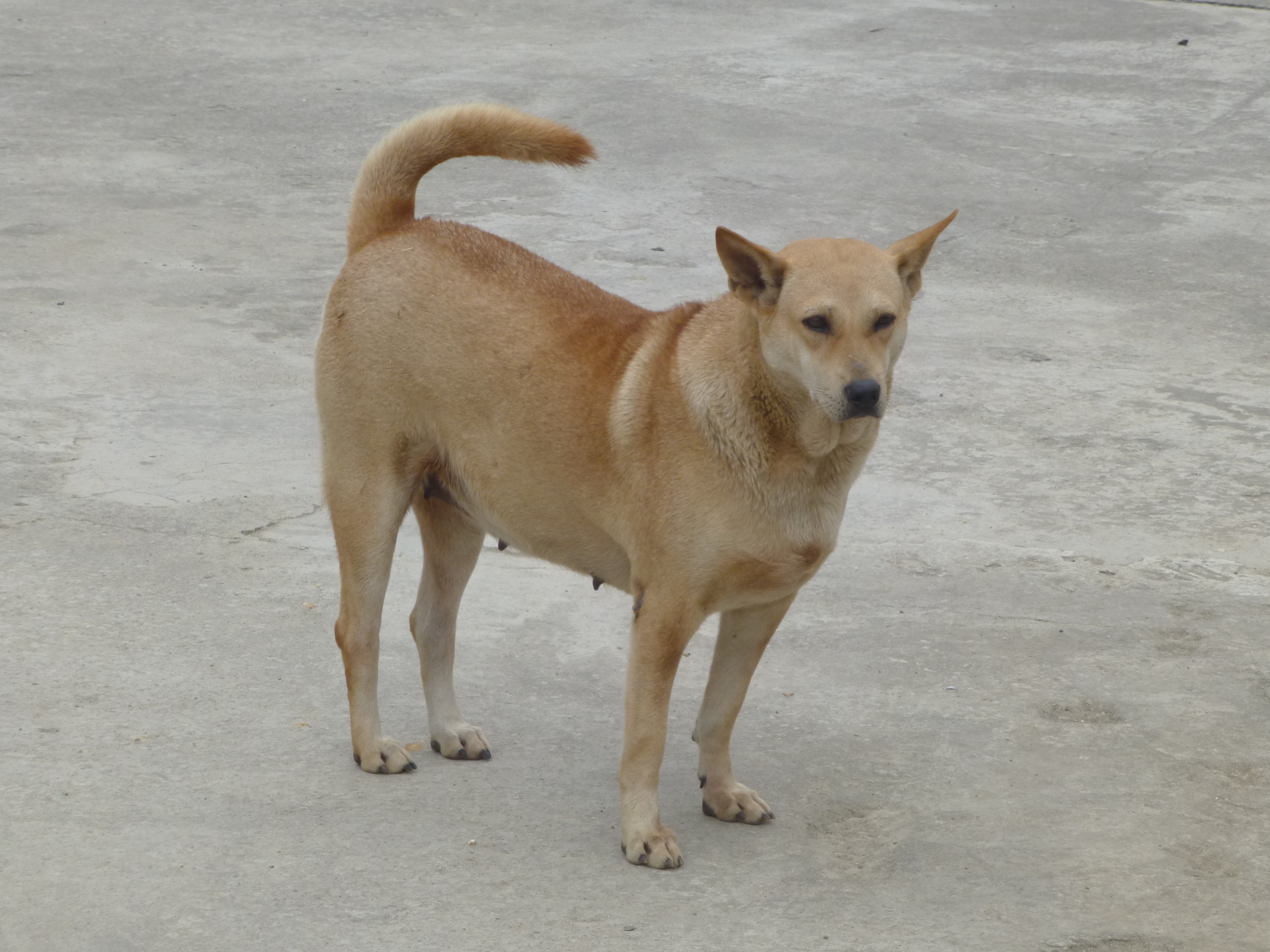
Một con chó vàng Việt Nam ở Lào Cai.

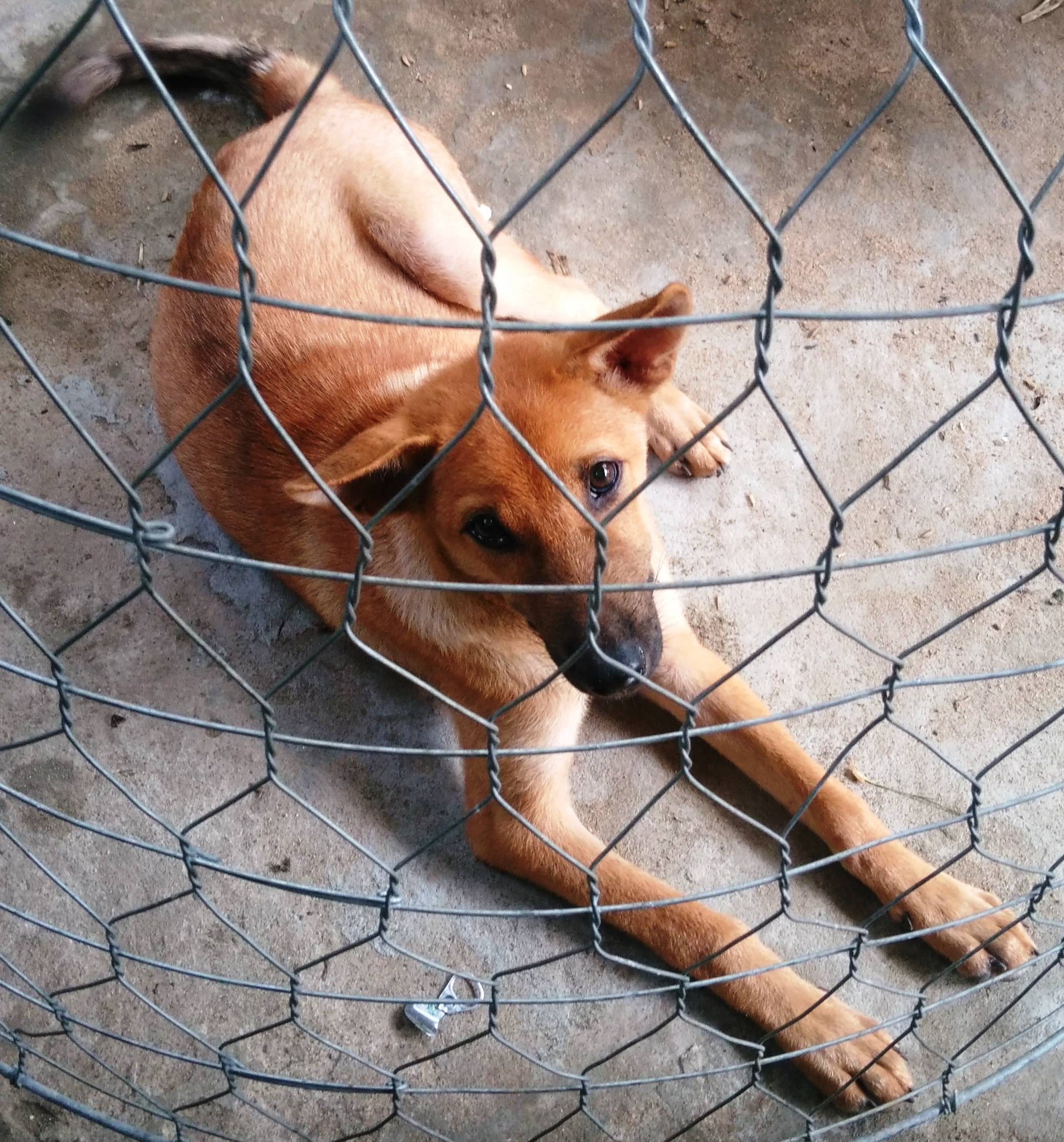
Một con chó vàng mũi đen ở Việt Nam.

Chó cỏ hay chó ta, chó nội (để phân biệt với các giống chó ngoại) chó mực, chó vện, chó dé hay còn gọi chung là chó Việt Nam là các giống chó thuần chủng có nguồn gốc tại Việt Nam. Hiện ở Việt Nam có bốn giống chó nội có giá trị và được gọi là tứ đại quốc khuyển gồm: chó Bắc Hà, chó Lài (tên khoa học: Canis lupus dingo), H'mông cộc đuôi và chó Phú Quốc.
Những giống chó nội địa này đã tồn tại từ lâu trên bán đảo Đông Dương và ở Việt Nam từ hơn 6.000 năm nay, với quá trình gắn bó cùng con người do vậy hình tượng con chó ta đã đi vào lịch sử và văn hóa Việt Nam từ lâu đời, gắn bó với đời sống người Việt từ nông thôn đến thành thị (chẳng hạn như tục thờ chó đá). Chó cỏ dùng để trông nhà, huấn luyện làm chó săn .
Trong các giống chó thì chó Đông Dương khá phổ biến, đây là giống chó nguyên thủy đặc trưng tại các vùng trung du và miền núi của Việt Nam. Giống này đang được người dân vùng cao tại Việt Nam nuôi rải rác khắp các vùng lãnh thổ có những con sông lớn chảy qua. Chó chủ yếu được người dân nuôi trông nhà và các hoạt động săn bắn hay đi rừng, chúng có bản năng trung thành với chủ, Hiện nay giống chó Đông Dương đang dần hiếm vì không được bảo tồn gen gốc. Ngoài ra giống chó Phú Quốc là giống chó duy nhất đến nay của Việt Nam được công nhận trên thế giới.

## Đặc điểm

### Đặc trưng

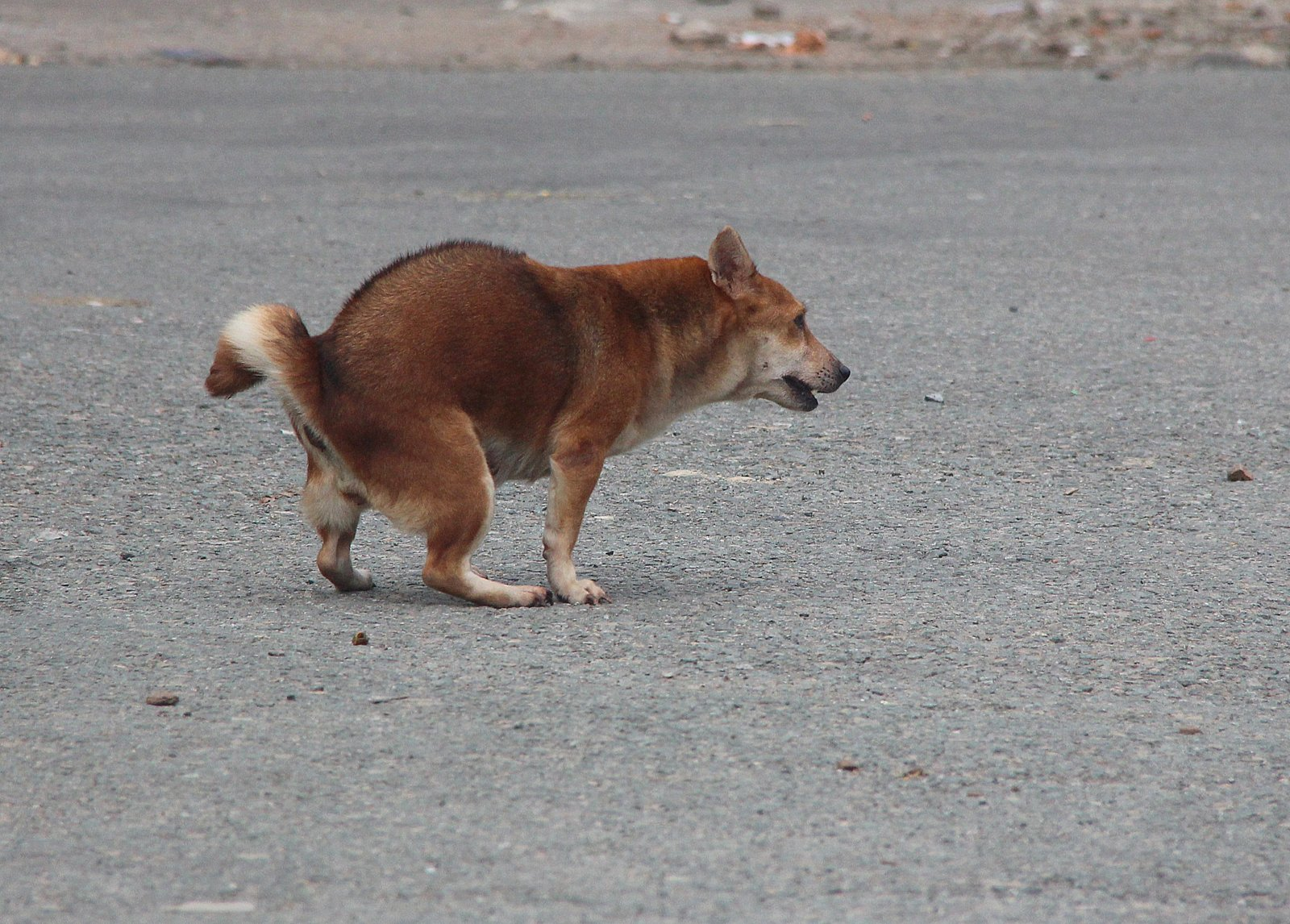
Một con chó ở Việt Nam.

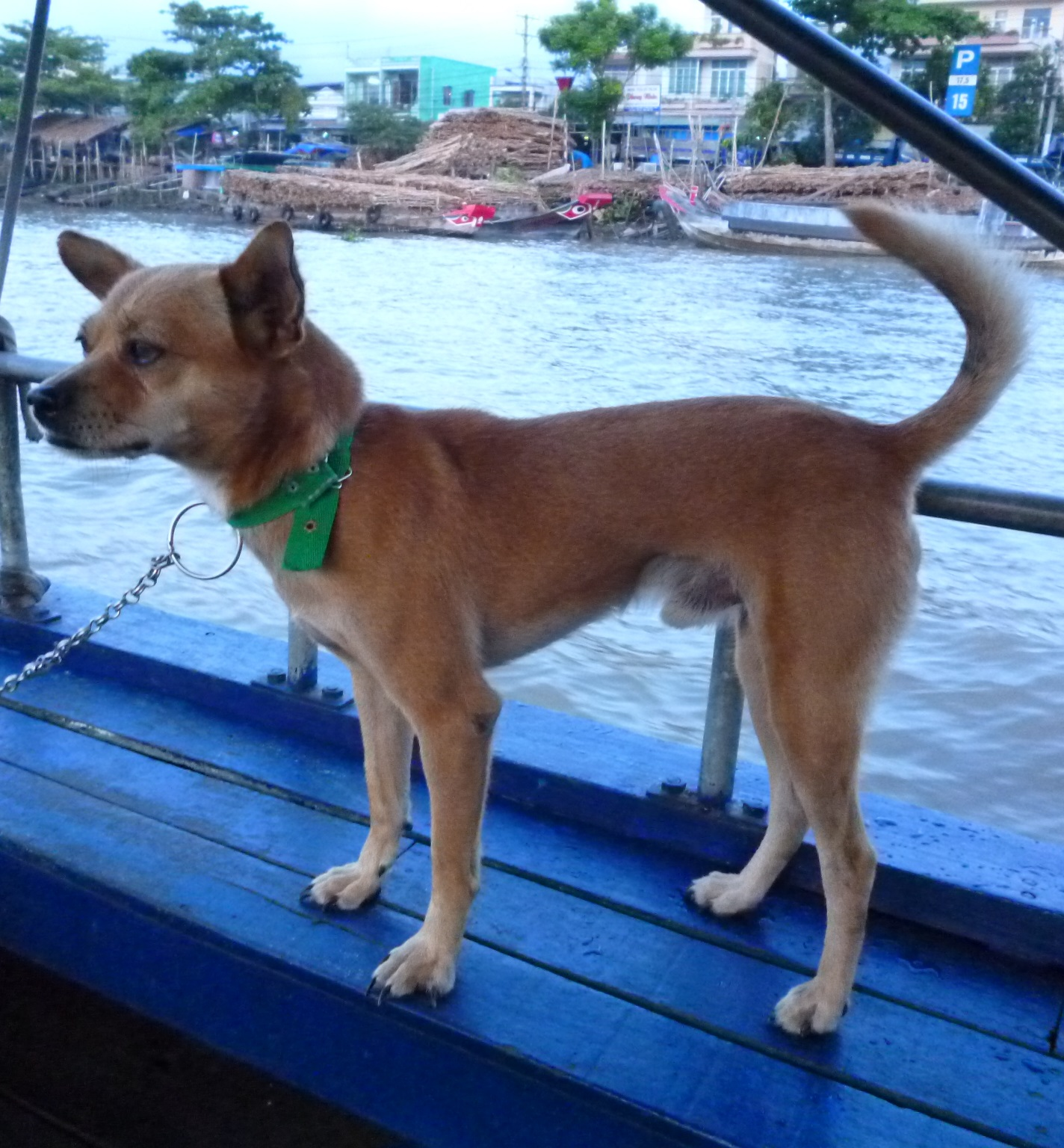
Một giống chó cỏ thường thấy ở Việt Nam, chúng đã có sự lai tạp với các giống chó ngoại nhập.

Các giống chó Việt Nam nhìn chung có tầm vóc trung bình và nhỏ. Chó ta nặng khoảng từ 14 – 20 kg khi trưởng thành. Chó Đông Dương thì có tầm vóc trung bình, cân nặng từ 12 kg - 20 kg, chiều cao (tính từ mặt đất lên tới đỉnh vai) từ 45 cm - 65 cm. Cơ thể hơi dài hơn so với chiều cao, thông thường chó đực to hơn chó cái. Đặc điểm dễ nhận biết với loài này nếu là thuần chủng phải có bốn chân có màu bít tất trắng, đuôi bông lau và chóp đuôi trắng (đuôi bông lau), đuôi dài vừa phải, bình thường buông thõng (cụp đuôi), lúc hoạt động dựng hướng lên trên, hoặc cuộn trên lưng (cong đuôi). Chiều cao tới vai so với chiều dài cơ thể là 1:1,2 trong đó phần thân nằm trong hình chữ nhật nằm ngang, lưng thẳng, bụng thon gọn.
Chiều dài toàn đầu so với chiều dài mõm là 2:1, đầu chúng thon, dài vừa phải và cân đối, Mặt có hình tam giác theo kiểu chó sói, mõm chó hình chữ V và ngắn, đầu mõm hơi nhọn, gốc mõm khá rộng. Mõm dài gần bằng nửa chiều dài toàn đầu. Mũi có màu đen, lưỡi màu hồng hoặc có đốm màu đen. Tai nằm hai bên hộp sọ, dựng đứng như hình vỏ sò và hướng về phía trước. Tai to vừa phải, cân đối, không nhọn, phía trong tai ít lông. Nếu nhìn thẳng trực diện thì hai tai dựng đứng, vuông góc với đỉnh sọ. Các màu lông phổ biến là màu lông đỏ lửa, đen 4 mắt, trắng, đen tuyền, xám, đốm chó lụn, nâu, vện. Chó Việt Nam hay còn gọi là chó ta vì không phải chó rặt giống, đã gần như rất khó mắc bệnh (chỉ 20%) và khả năng kháng bệnh rất cao.
Chó đẻ trên 10 con từ xưa đến nay rất hiếm, tuy vậy có một con chó mẹ chỉ là giống chó cỏ, màu xám, bụng khoang trắng, cân nặng gần 10 kg ở Quảng Nam đã đẻ 11 chó con. Đây không phải là lần đầu tiên con chó này đẻ trên 10 con. 3 lứa trước cũng đẻ rất đông, từ 9-10 con. Năm nay, chó đẻ 11 con là kỷ lục nhưng hai con đã chết do giành nhau bú sữa mẹ. Trong chín con chó con chỉ có một con là có màu xám còn lại là màu đen nhánh, lông mướt. Chín con rất cân xứng nhau về cân nặng, trung bình trên nửa kg. Thậm chí còn có việc con chó nái làm bảo mẫu cho 5 chú chuột cống nhum khoảng 3 tháng tuổi, xã Vĩnh Thanh, huyện Phước Long ,tỉnh Bạc Liêu. Khi đi bắt chuột ngoài ruộng, một người mang về mấy chú chuột con chưa mở mắt, không ngờ chó cái trong nhà lại tỏ ra quan tâm mấy chú chuột con này và chăm sóc chúng như con của mình.
Ở Việt Nam còn ghi nhận trường hợp chó đực đẻ con ở xã Hưng Yên Bắc huyện Hưng Nguyên, tỉnh Nghệ An, con chó đực nuôi gần 7 năm thì chuyển dạ sinh con, nó được đặt tên là Đen, vì lông của nó màu đen. Quan sát bên ngoài có thể thấy rõ chú chó đực kì lạ đã tự nứt một lỗ nhỏ cạnh cơ quan sinh dục để đẻ. Sau khi đẻ được một con, hiện bụng con Đen vẫn phồng to, khi sờ nắn thấy có rất nhiều cục nhỏ bên trong. Ai cũng nhận định có thể bên trong đang còn có chó con. Con chó đặc biệt này còn có thể đổi màu mắt. Nó chỉ cần chớp mắt mắt nó sẽ từ màu xanh nước biển chuyển qua màu đen. Người nhà cho biết, màu mắt con chó này cũng sẽ thay đổi mỗi khi nó sủa hay tức giận.

### Tập tính
Phần đông chó Việt Nam sống cuộc sống bình thường, chủ yếu là ăn, ngủ, chạy rông. Chó nội còn được huấn luyện để làm giống chó săn. Chó săn ở Việt Nam ngày xưa gọi là mun săn. Việc mua và nuôi bầy chó săn phải là những gia đình có điều kiện, xuất thân từ tầng lớp trung nông, phú nông. Những chú chó ở đây được chọn cũng rất công phu, chúng phải là những con chó có máu mặt, tai nhỏ và sức rướn, biết đánh hơi và theo sát con mồi. Những chú chó được chọn thường là chó nhà phú nông, hoặc tầng lớp trung lưu thường bị xiềng xích để tạo tính hung dữ và khôn lanh. Người ta dẫn theo đàn chó săn 4 - 5 con chó săn để săn heo rừng ở vùng U Minh, đây là những con chó lai, mỗi con nặng 30 – 40 kg, được huấn luyện để săn thú rừng, nhiều nhất là heo, khi phát hiện con thú rừng, chó sẽ bao vây tấn công. Từ năm 2010, người săn trộm huấn luyện chó săn, đàn chó khi ở nhà trông hiền lành nhưng khi vào rừng thì trở thành sát thủ đáng sợ. 

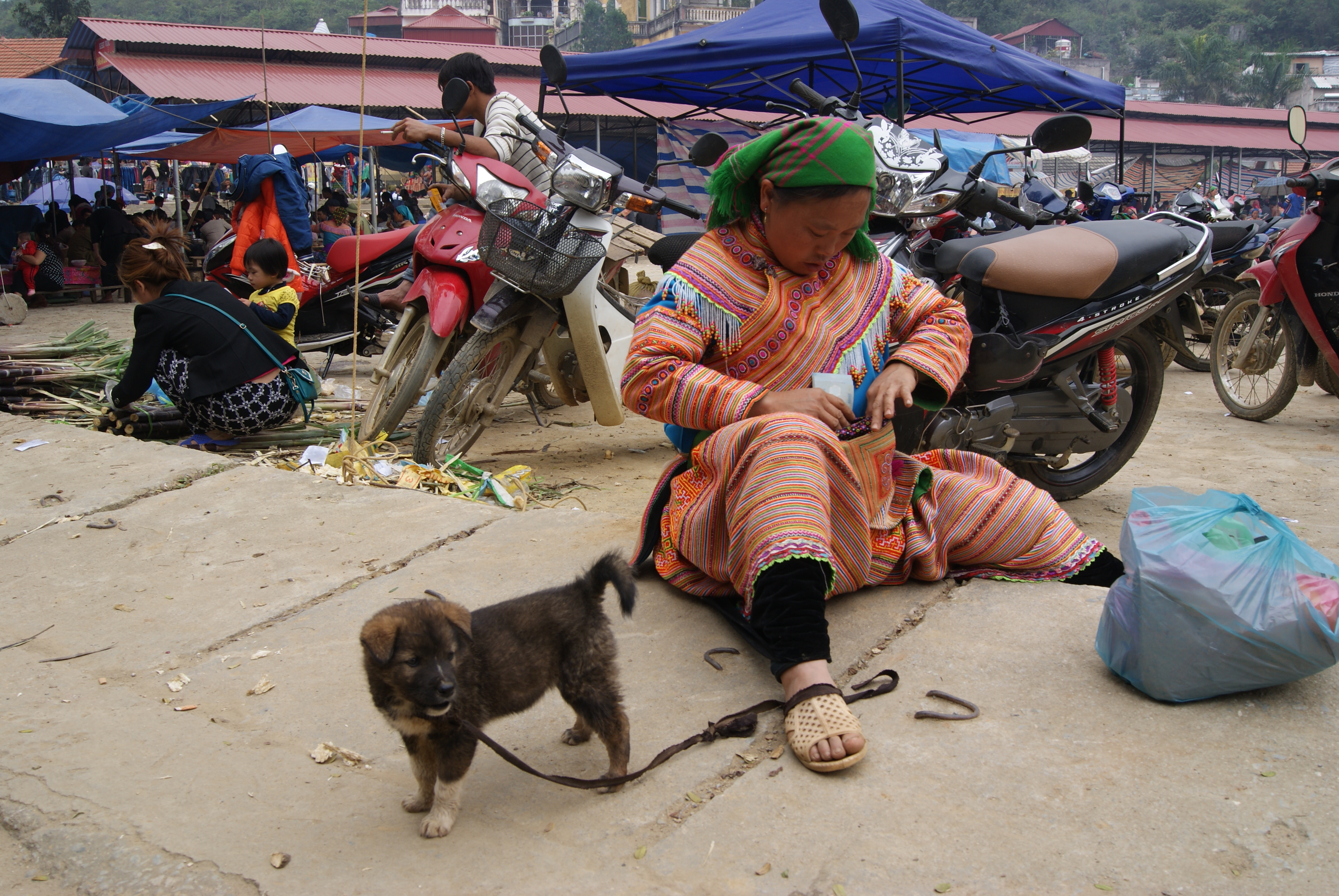
Một con chó con thuộc giống chó Bắc Hà.

Những con chó săn dù thể hình nhỏ gọn nhưng khả năng đi rừng, săn thú của chúng rất đáng khâm phục. Đặc điểm của những chú chó săn đầu đàn là khi phát hiện ra con thú thì chúng lập tức báo cho chủ nhân và đồng loại của chúng biết và bắt đầu hành trình đuổi bắt. Tuy nhiên, cũng có những khi chó săn bị lợn rừng hoặc thú dữ húc chết hoặc bị các loại thú rừng cắn trọng thương. Để săn được lợn rừng, ngoài người thợ săn bắn giỏi họ còn huấn luyện thêm một đội chó săn tinh luyện để cùng hỗ trợ. Mỗi lần đi săn lợn rừng, phường săn mang theo ít nhất ba con chó săn để đuổi bắt. Tuy nhiên, cũng có những khi chó săn bị lợn rừng húc chết. Đó là trường hợp những con chó quá liều lĩnh khi tấn công trực tiếp vào heo rừng và bị nó dùng nanh đánh gục.
Các giống chó săn nội địa ở Việt Nam cũng giống như giống chó nhà là rất sợ hổ, khi thấy có mùi của hổ trong bán kính gần 1 km, giống chó săn cũng không có con nào dám đến gần những con chó săn khi đánh hơi thấy hổ là đã không dám đánh hơi tiếp nữa mà cứ quanh quẩn bên con người nhất là ở Miền Tây sông nước, khi đang đi rừng mà thấy đàn chó săn cụp đuôi, sợ sệt co cụm lại là dấu hiệu nhận biết con hổ đang ở gần và thợ săn thường chọn giải pháp là lùa bọn chó xuống xuồng và rời khu vực đó. Khi những con hổ xuất hiện, đàn chó thì chạy chui hết vào gầm, dưới sàn nhà, các xó xỉnh mà không dám ló mặt ra, chúng im hơi và chẳng con nào dám sủa cả đàn chó nhà khép nép vì sợ hãi núp ở trong góc sân và hổ quá dễ dàng vồ bắt lấy một con chó rồi cắp lấy đem xác lên rừng, một số con hổ ở làng bản nhiều lần mò vào bắt chó ăn thịt nên bén mùi.

## Một số giống

### Chó Đông Dương

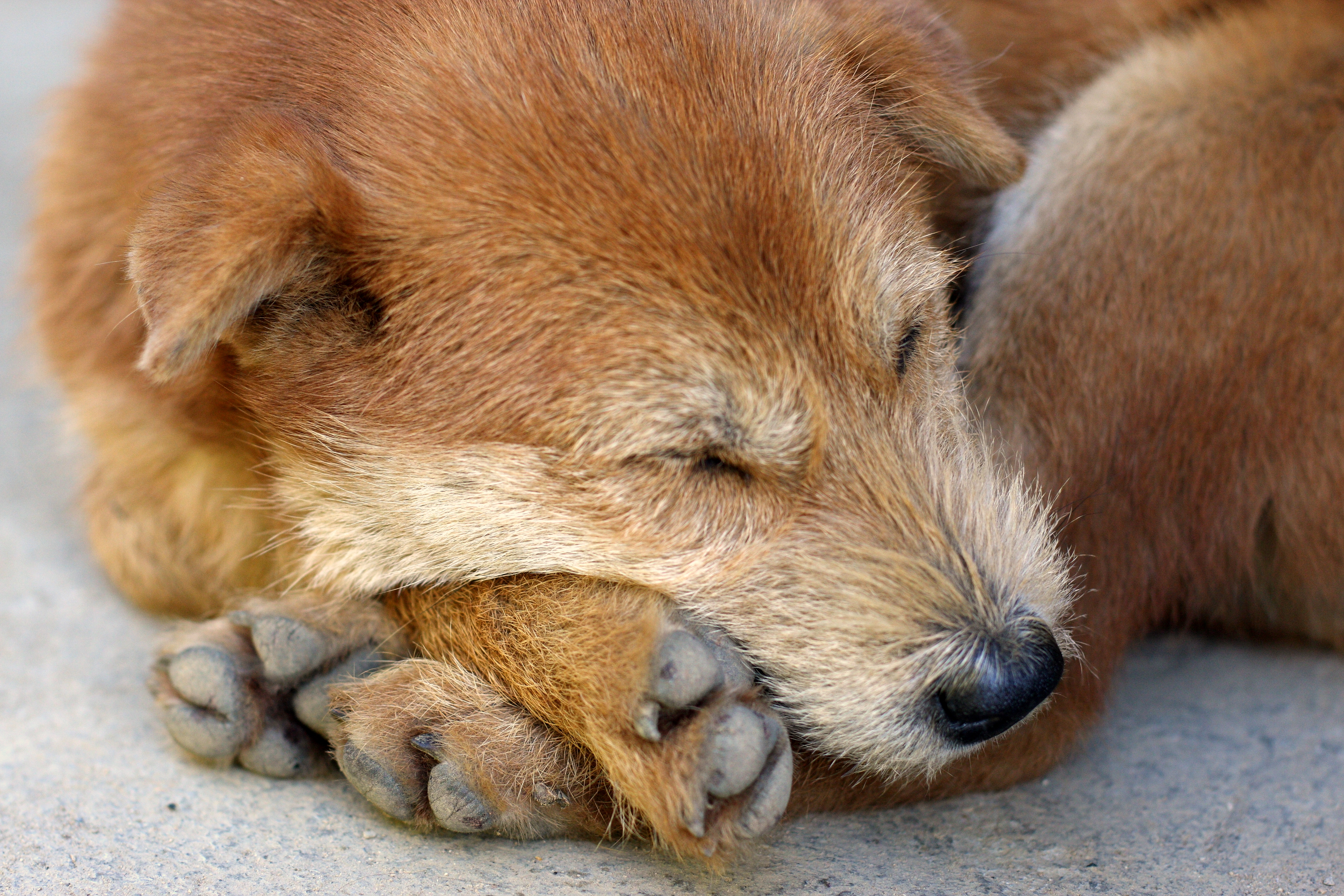
Một con chó cỏ ở Sapa.

Chó lài là một giống chó xù thuộc dòng chó cỏ ở vùng núi phía bắc Việt Nam với đặc trưng là bộ lông màu đen. Chó lài có dáng dài, chân to, đuôi dài, màu vàng pha chút đen hoặc đen tuyền từ đầu đến đuôi. Đặc biệt, tai hơi dài và cụp. Mõm dày. Chó lài trưởng thành nặng tới 40 kg, thậm chí 50 kg. Thậm chí, khi trưởng thành nặng tới 50, thậm chí 60 kg. Chú có cái lưỡi đốm, 6 huyền đề (móng treo). Người Mông quan niệm rằng chó lài chính là chó nhà của người Mông lai với chó sói mà thành do một số vùng phát âm không chuẩn, nên lâu ngày chú chó tên Lai (chó nhà lai với sói) biến thành Lài, một số vùng khác thì cho rằng chó lài chính là chó Tây lai với chó sói ở rừng Việt Nam. Người Pháp sang đây, đã lai tạo loài chó họ mang theo với chó sói, tạo ra một số giống chó khác nhau. Một con chó lài là vì gen trội của chó mẹ, hoặc chó bố từ tổ tiên. Hầu hết giống chó này đã thoái hóa. Đặc tính trung thành của chó nhà kết hợp với sự nhanh nhẹn, thông minh, sức mạnh và khả năng săn mồi của sói, tạo nên một giống chó quý hiếm.
Đây là loài chó săn thông minh, thính nhạy, mạnh mẽ, hung dữ, người chủ có thể cầm cục đá ném qua mấy mái nhà nhưng nó có thể lao theo để tha cục đá đó về, hoặc chỉ cần chủ ra hiệu lệnh, nó sẽ lao nhanh quắp hai cánh con gà, tha về cho chủ. Người Mông cho rằng nếu gia đình nào có được con chó lài, thì khỏi phải lo miếng ăn, vì người chủ sai bảo, nó sẽ tự mò vào rừng, rồi tha về các loại thú, như bìm bịp, gà rừng, con sóc núi, con cầy hương, chuột núi, dúi... Chó lài còn là sát thủ của các loại rắn độc hoặc nó sẽ tìm dấu vết thú, lùa thú vào trước họng súng cho chủ bắn. Khi chủ nghe thấy nó sủa ăng ẳng trong rừng, thì có nghĩa là nó đã bắt được rắn độc.

### Chó H'Mông
Loài chó H'Mông cộc đuôi là một trong những loài chó săn tốt, với những đặc tính độc đáo và sự thông minh tuyệt vời, chúng có thể lực tốt và bền bỉ. Về hình dáng bên ngoài, ngoại hình của chúng khá đặc trưng với vẻ chắc nịch, đầy cơ bắp và chiếc đuôi cụt ngộ nghĩnh. Loài chó H'Mông có nhiều điểm đặc biệt: gần như không có đuôi, nếu có thì cũng rất ngắn. Nanh của loài chó này thường có từ 6 đến 8 cạnh khác nhau (đây là đặc điểm của loài chó săn cổ xưa, theo kiểu cắn cổ con mồi và xé thịt). Tai có hình tam giác luôn dựng đứng, kiểu nằm hai chân sau luôn trong tư thế sẵn sàng tấn công. Chúng luôn lì lợm, ít cắn và luôn chỉ nghe theo một người chủ duy nhất.
Đối với người H'Mông, giống chó H'mông đuôi cộc luôn được đứng trong hàng ngũ những con vật mà họ yêu quý nhất, coi là báu vật trong nhà. Người H'Mông nuôi loại chó này không nằm ngoài mục đích đi săn và trông coi nhà cửa. Tuy nhiên đến thời điểm này những cuộc săn lùng trong rừng sâu không còn nhiều, loài chó này chủ yếu được nuôi để trông nhà. Ở Lào Cai, ngoài chó lài, còn một số loài chó khác, to như con bê, có con nặng 50–60 kg, lông rậm như sư tử. Đây cũng là giống chó lai giữa chó Tây, chó ta và chó sói. Giống chó ở Y Tý to như con bê, nặng tới 50 kg, lông dày và xù như sư tử. Tuy nhiên, nó không thông minh như chó lài.